# أوي شنايدر
أوي شنايدر (بالألمانية: Uwe Schneider)‏ (28 أغسطس 1971 ألمانيا ألمانيا - ) هو لاعب كرة قدم ألماني يلعب كمدافع.

## روابط خارجية
- أوي شنايدر على موقع قاعدة بيانات كرة القدم.إي يو (الإنجليزية)
- أوي شنايدر على موقع بيانات كرة القدم. دي إي (الألمانية)
- أوي شنايدر على موقع عالم كرة القدم.نت (الإنجليزية)